# Cementerio de Hoyo de La Puerta
El Cementerio de Baruta también alternativamente Cementerio de Hoyo de La Puerta  (formalmente «Parque Jardín La Puerta») es el nombre que recibe un camposanto localizado en el este del Área metropolitana de Caracas, al noroeste del Estado Miranda y al centro norte del país sudamericano de Venezuela.

## Descripción
Se trata de una espacio que inició su construcción en la década de 2010 en el área denominada La Salsa de Hoyo de La Puerta, en el Municipio Baruta, una vez que las autoridades municipales y el Ministerio del Ambiente aprobaran los permisos necesarios para el arranque de las obras en el 2012. Su inauguración formal se produjo en febrero de 2015, aunque inicio operación mucho antes. Empezó a funcionar bajo la modalidad de concesión a una empresa privada.
Su creación nació como parte de la necesidad de aumentar la oferta de cementerios disponibles en Caracas, debido a la saturación de otros sectores destinados al mismo fin en el capital venezolana y como un acuerdo entre la alcaldía el ministerio de Ambiente y algunas organizaciones sociales que trabajan en el área. Desde su entrada en funcionamiento sin embargo otros vecinos manifestaron su preocupación por su edificación, sin embargo los planes siguieron adelante.
Para 2015 posee 3.700 bóvedas disponibles en una área de entre 79 y 82 hectáreas. Un 10% de las parcelas del área serán donadas a vecinos de bajos recursos del sector. Después de 20 años está previsto que los terrenos vuelvan a la propiedad municipal.